# Paraboea glabrisepala
Paraboea glabrisepala är en tvåhjärtbladig växtart som beskrevs av Brian Laurence Burtt. Paraboea glabrisepala ingår i släktet Paraboea och familjen Gesneriaceae. Inga underarter finns listade i Catalogue of Life.